# سويندون

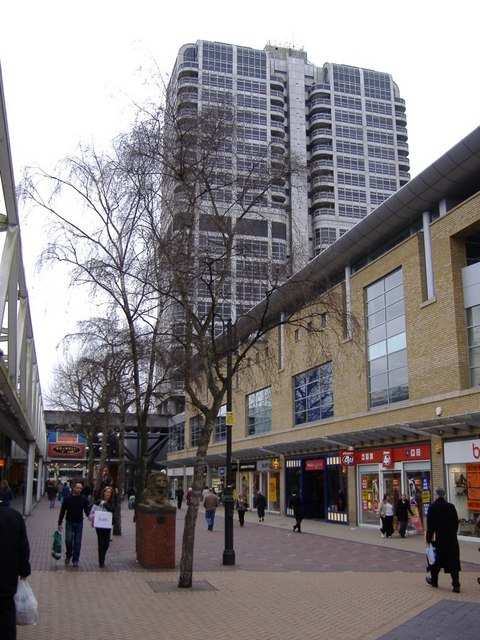
سويندون

سويندون (بالإنجليزية: Swindon)‏ هي بلدة إنجليزية كبيرة في مقاطعة ويلتشير في جنوب غرب إنجلترا. تقع هذه البلدة في منتصف الطريق بين بريستول (64 كم غرباً) وريدنج (64 كم شرقاً)، في حين تقع لندن إلى الشرق على بعد 130 كم. في إحصاء عام 2001 بلغ عدد سكان المنطقة الحضرية في سويندون 155,432 نسمة، في حين أن المقاطعة إجمالا ً يقطنها 184,000 نسمة. وقد شهدت سويندون نمواً كبيراً منذ خمسينات القرن العشرين، وقد ترافق ذلك مع نمو كبير في تعداد سكانها.
تقع محطة قطارات سويندون على الطريق بين لندن بادينجتون و بريستول.
سويندون هي أيضاً مقر مستودع مكتبة بودلين العريقة. حيث افتتح المستودع في أكتوبر 2010 وهو يضم 153 ميلاً (246 كم) من أرفف الكتب.
البلدة تتبع في البرلمان الأوروبي دائرة جنوب غرب إنجلترا، وفي برلمان المملكة المتحدة تتبع سويندون لدائرتي سويندون الشمالية وسويندون الجنوبية.

## السكان
إحصاء عام 2001 أظهر أن هناك حوالي 180 ألف نسمة يسكنون في حوالي 75 ألف منزل في المقاطعة، بمتوسط عدد 2.38 نسمة لكل منزل. الكثافة السكانية بلغت 780 نسمة/كم² (2020.19/ميل²). حوالي 21% من السكان هم بين سن 0-15 سنة، في مقابل 72.80% في سن 16-74، و 6.24% عمرهم 75 سنة أو أكثر. ولكل 100 أنثى كان هناك 98.97 ذكر. حوالي 300,000 نسمة يعيشون ضمن مسافة 20 دقيقة من مركز بلدة سويندون.
تشير التقديرات إلى أن سكان البلدة سيزداد عددهم من نحو 180 ألفاً الآن إلى حوالي 250 ألفاً بحلول العام 2026. 
التشكيلة الإثنية لسكان البلدة هي 95.2% بيض، 1.3% هنود، 3.5% أعراق أخرى. 92.4% من السكان ولدوا في المملكة المتحدة، 2.7% في الاتحاد الأوروربي، و4.9% في أماكن أخرى.
معظم سكان سويندون (70.3%) يعرفون أنفسهم كمسيحيين، في حين أن 19.2% هم لا دين لهم، المسلمون 1%، السيخ 0.6%، الهندوس 0.6%، اليهود 0.1%.

## الاقتصاد
من بين أبرز المشغلين في سويندون هناك Honda of the UK Manufacturing وهي فرع لشركة هوندا المصنعة للسيارات، وبي إم دبليو/ميني، وموتورولا، كما أن شركة إنتل يقع مقر مكتبها الأوروبي في جنوبي البلدة. فضلاً عن الكثير من شركات الخدمات المالية والبنوك والتأمين وغيرها.

## الرياضة
سويندون هي مقر نادي كرة قدم بلدة سويندون (.Swindon Town F.C).